# 坂東亀蔵 (3代目)
三代目 坂東亀蔵（さんだいめ ばんどうかめぞう 、1978年〈昭和53年〉9月16日 - ）は日本の歌舞伎俳優。屋号は音羽屋。

## 経歴
坂東楽善の次男として生まれる。
1984年6月歌舞伎座『夏祭浪花鑑』の団七枠市松で初お目見え。
1989年2月歌舞伎座『め組の喧嘩』の枠又八で初代坂東亀寿と改名。
2009年重要無形文化財「歌舞伎」の総合認定を受け、伝統歌舞伎保存会会員となる。
2011年7月国立劇場『義経千本桜』の入江丹蔵にて国立劇場奨励賞受賞。
2015年6月国立劇場 解説『歌舞伎のみかた』にて優秀賞受賞。
2017年5月歌舞伎座にて三代目坂東亀蔵を襲名。父の楽善と兄の九代目彦三郎、六代目亀三郎親子と親子三代四人での襲名となった。亀蔵は楽善を襲名した父が病から復帰した際に名乗った前前名。
2012年にフリーアナウンサーの竹内久乃と結婚した。三児の父である。